# KISS (プリンセス プリンセスの曲)
「KISS」（キス）は、プリンセス プリンセスの11枚目のシングル。1991年5月10日発売。発売元はソニーレコード。

## 解説
- サントリーフーズ「紅茶の樹」CMソング。
- グループ最後のオリコンシングルチャート1位獲得作品。
- 両面ともオリジナル・アルバム未収録。

## 収録曲
1. KISS [4:31]
作詞：富田京子、中山加奈子　作曲：奥居香　編曲：プリンセス プリンセス
2. バラ色の人生 [4:35]
作詞・作曲：中山加奈子　編曲：プリンセス プリンセス

## カバー
- 北出菜奈 - 2006年、CD「SLAVE of KISS」
- R’s with SLIME BALL - 2009年、CD「R’s rock!」